# Alfonso Izquierdo
Luis Alfonso Izquierdo Ramírez es un pelotari mexicano ganador de medalla olímpica de bronce en Barcelona 1992. 

## Trayectoria deportiva
Durante los Juegos Olímpicos de Barcelona 1992 se hizo con la medalla de bronce en la especialidad de pelota mano junto a Pedro Olivos Jiménez y Francisco Vera Quiroz.
En el Campeonato del Mundo de Pelota Vasca de 1978, obtuvo la medalla de bronce en la especialidad de mano parejas junto a su hermano Rosendo Izquierdo.
En el Campeonato del Mundo de Pelota Vasca de 1982, obtuvo la medalla de bronce en la especialidad de mano parejas con Adolfo Saldaña.
Para el Campeonato del Mundo de Pelota Vasca de 1986, obtuvo la medalla de bronce en la especialidad de mano individual y mano parejas junto a Fernando Medina Ríos "Quilla".
En el Campeonato del Mundo de Pelota Vasca de 1986, repitió la medalla de bronce en la especialidad de mano parejas junto a Carlos Calderas "Vallejo".
En el Campeonato del Mundo de Pelota Vasca de 1990, obtuvo la medalla de bronce en la especialidad de mano parejas junto a Javier Vera,
en los Juegos Panamericanos de 1991, obtuvo la medalla de oro, en la especialidad de mano parejas junto a Javier Vera,
en el Campeonato del Mundo de Pelota Vasca de 1995, obtuvo la medalla de bronce en la especialidad de mano parejas junto a Javier Vera,
en los Juegos Panamericanos de 1995, obtuvo la medalla de oro, en la especialidad de mano parejas junto a Javier Vera. 